# Batalha de Canas
A Batalha de Canas (Cannae), também conhecida no meio militar como a Batalha da Aniquilação, travada em 2 de agosto de 216 a.C., foi uma batalha decisiva da Segunda Guerra Púnica, na qual o exército cartaginês liderado por Aníbal esmagou o exército romano liderado por Varrão.
Aníbal, general cartaginês, invadira a península Itálica e, após infligir várias derrotas aos exércitos romanos, ficou sem ação diante da estratégia romana de contenção, do ditador Quinto Fábio Máximo. Todavia, depois de seis meses de inatividade, Roma também queria ação. A República Romana estava cansada de ver os seus campos saqueados. Então, os cônsules Lúcio Emílio Paulo e Caio Terêncio Varrão reuniram o maior exército jamais reunido por Roma e, ignorando os planos e conselhos de Fábio, foram orientados a derrotar Aníbal o mais rápido possível. Os romanos enfrentaram Aníbal no sul, na Batalha de Canas.
Nessa batalha, pode-se ver um movimento clássico, onde Aníbal conseguiu, mesmo com inferioridade numérica de quase dois por um, cercar o exército romano em duplo envolvimento. Esta batalha e as ações de Aníbal, que o levaram a uma vitória tão grandiosa, têm sido estudadas por militares há anos. 
Essa foi provavelmente a pior derrota que os romanos sofreram em toda a sua história.

## Início da Segunda Guerra Púnica
A palavra "púnico" deriva de poeni, que significa "Fenícios", termo que os romanos usavam para denominar os cartagineses.
A Segunda Guerra Púnica (219 a.C. a 201 a.C.) começou quando Cartago invadiu uma cidade aliada dos romanos, Sagunto, na Península Ibérica. A invasão foi um modo de os cartaginenses afirmarem superioridade em solo onde os romanos tinham interesses e, num certo sentido, provocá-los, testar a sua postura frente a um desafio e conseguir uma  revanche pela Primeira Guerra Púnica. Roma declarou guerra quase imediatamente.
O general cartaginês Aníbal Barca, responsável pelo ataque a Sagunto, esperava a reação. Na verdade, ele tinha traçado planos de levar a guerra para a península Itálica, já que, na guerra anterior, Cartago permanecera na defensiva e perdera, não tendo oferecido a Roma razões suficientes para render-se. Nascido no ano de 247 a.C. em Cartago, norte da África, esse general era filho de Amílcar Barca, que já havia enfrentado os romanos na Primeira Guerra Púnica (264 a.C. a 241 a.C.). Nessa ocasião, Cartago fora derrotada e perdeu grande parte da antiga supremacia no Mediterrâneo, além do controle sobre a Sicília, a Sardenha e a Córsega. Para compensar isso, os cartagineses começaram a explorar a Península Ibérica. Lá foi fundada Nova Cartago.
Conta-se que Aníbal, desde a sua infância, odiava os romanos e havia jurado destruir a cidade de Roma.

## Expedição à Península Itálica

Rota da expedição de Aníbal à Península Itálica, cruzando os Alpes

Aníbal resolveu não esperar a ação dos romanos e empreendeu uma expedição à península Itálica (composta de aproximadamente 50 mil homens e 37 elefantes). Os paquidermes eram a arma secreta dos cartagineses, pois a maioria dos povos ficava assustada e fugia diante das enormes criaturas. Em vez de utilizar a rota que seguia pela estrada beira-mar, Aníbal empregou uma travessia ousada pelos Alpes, devido ao bloqueio romano na Massília sob comando de Públio Cornélio Cipião. Foi um ato visto por alguns como estúpido, visto que Aníbal sofreu enormes perdas nos Alpes pelo frio e os ataques gauleses, mas também é preciso considerar que foi dessa maneira que os romanos foram pegos de surpresa com a notícia de que Aníbal havia surgido na Itália tendo simplesmente ignorado o bloqueio romano que ficara dias atrás dele. Os romanos, ao perceberem a sua estratégia, começaram uma perseguição. Aníbal obteve uma pequena vitória sobre os romanos na Batalha de Ticino e, logo depois, uma vitória bem mais chocante em Trébia, no vale do rio Pó. Na batalha a beira do lago Trasimeno, no ano seguinte, derrotou Caio Flamínio, na emboscada tida como a mais bem-sucedida de todos os tempos.
Quinto Fábio Máximo foi, então, eleito ditador temporário de Roma, em uma tentativa de parar o avanço de Aníbal, algo que os romanos inicialmente pensaram que seria fácil, mas começavam a perceber que a sua cidade realmente corria perigo. Vendo que seria muito difícil derrotar Aníbal em batalha, Fábio inicia uma estratégia de terra arrasada, que trouxe grandes dificuldades aos cartagineses. Os romanos, porém, eram um povo bélico e não aceitavam esse tipo de ação, achando que as legiões deveriam atacar e destruir o invasor. Então, Fábio e Marco Minúcio Rufo são substituídos por Caio Terêncio Varrão e Lúcio Emílio Paulo. Foram formadas novas legiões e, combinadas com tropas de aliados, conseguiu-se mobilizar um exército de 86 mil soldados e cavaleiros. Os dois cônsules reuniram as tropas num único exército. Em tempos de paz, cada um teria um mês no comando, mas, nesse caso, o comando trocava diariamente, então o que um decidia num dia o outro desfazia no seguinte.
Durante o inverno, a primavera e parte do verão, os dois adversários permaneceram parados. Aníbal rompeu essa imobilidade. Primeiro, deixando Gereônio para ir a Canas, um modesto povoado às margens do rio Áufido (atual Ofanto). Aníbal teve o cuidado de montar o seu acampamento protegido do Vulturno (hoje Libeccio), que, durante o verão, arrasta turbilhões de poeira. Os romanos seguiram atrás dos cartagineses chegando no fim de julho. A disputa entre os dois cônsules ficou acirrada: Caio Terêncio Varrão era favorável a uma ação imediata, já Lúcio Emílio Paulo não achava prudente. No dia 1º de agosto, Aníbal manda as suas tropas saírem do acampamento, mas Lúcio Emílio Paulo recusou o combate. Varrão criticou a sua falta de coragem e, no dia seguinte, como era ele o comandante, colocou o exército cedo no campo de batalha.

## O plano de Aníbal
Aníbal já mostrava inteligência estratégica, pois escolheu um campo de batalha que lhe era favorável, pois o Sol estaria às suas costas, e o vento estaria soprando na direção dos romanos.
Aníbal traçou o seu plano. Ele dividiu o seu exército em três corpos principais, sendo que posicionou as suas tropas de elite nos flancos e colocou as suas tropas leves no centro, onde a batalha seria mais intensa. Colocou os fundeiros baleáricos e a infantaria ligeira na primeira linha e, em seguida, os gauleses e iberos. Estes ficaram um pouco à frente da infantaria pesada cartaginesa e líbia, que constituíam os flancos. Posicionou a sua cavalaria nos flancos extremos, formando, com isso, um "V" invertido. O seu centro era mais fraco do que o centro romano, que utilizava a formação padrão, sendo o centro composto por legiões romanas e, nos seus flancos, a infantaria aliada. A cavalaria romana foi dividida por igual em duas partes, sendo o flanco esquerdo composto pela cavalaria romana, e o direito, por aliados. Aníbal, por sua vez, colocou a cavalaria pesada no flanco direito, enquanto os cavaleiros ligeiros númidas formaram o flanco esquerdo.

## A batalha

Ataque inicial romano na batalha de Canas e a derrota da cavalaria romana.

Destruição das Forças Romanas (em vermelho) pelas Forças Cartaginesas (em azul) sob o comando de Aníbal na Batalha de Canas.

Como a cavalaria cartaginesa no flanco direito estava com superioridade de quase dois para um em relação à cavalaria romana à sua frente, Aníbal toma a iniciativa e ataca, vencendo a cavalaria romana que estava nesse flanco com facilidade. Então, a sua cavalaria pesada passa por trás das fileiras romanas, atacando a retaguarda dos cavaleiros aliados que estavam posicionados à esquerda (olhe a figura ao lado), sendo esta ala também atacada pelos númidas, que estavam a sua frente. Com isso, a cavalaria romana não era mais um problema. Rapidamente,  Aníbal destruiu a cavalaria romana nos dois flancos, que havia fugido desordenadamente. Para garantir que não voltassem, o númidas perseguiram-nos por um bom tempo.
Os romanos, em maior número e com fileiras cerradas, estavam vencendo a batalha no centro do campo com grande facilidade, forçando o frágil centro de Aníbal a recuar. Caio Terêncio Varrão viu isso e achou que significava que estava prestes a vencer a batalha, pois a linha central cartaginesa já havia recuado muito e estava aparentemente a ponto de fugir. Mandou, então, que as suas legiões continuassem avançando e concentrando a sua força no centro. Nesse momento, os romanos estavam exaustos pelo escaldante calor, pois os seus trajes pesados de metal faziam com que sofressem terrivelmente, enquanto que os cartagineses usavam pouca ou nenhuma armadura, sofrendo muito menos com o calor e com a poeira levantada pela batalha.
O centro das tropas de Aníbal continuou a recuar, porém ordenadamente, formando uma meia-lua. Nesse momento, Varrão, achando que os cartagineses estavam praticamente derrotados, ordenou que se aumentasse a velocidade do avanço, fazendo com que as tropas romanas estivessem pressionadas por ambos os lados pela infantaria pesada cartaginesa, que se mantinha firme desde o início, o que dificultava as manobras dos romanos, que estavam esmagados entre as forças inimigas. A pressão era enorme, sendo difícil até mesmo a utilização das espadas. Os romanos só então perceberam a armadilha. Foi nesse momento que os cartagineses fizeram um movimento rápido nos dois flancos e avançaram de modo a bloquear os romanos pelos lados. Então, a cavalaria cartaginesa, que voltava à luta, atacou a retaguarda exposta da infantaria romana fechando definitivamente o cerco (olhe a figura acima). Os romanos não tinham para onde fugir e foram massacrados. Dos mais de 80 mil soldados romanos que foram ao campo de batalha, apenas cerca de 10 mil sobreviveram. Emílio Paulo foi morto com dezenas de oficiais, incluindo questores e ex-cônsules (como Semprônio, que enfrentara Aníbal em Trébia anos antes).

## Desfecho

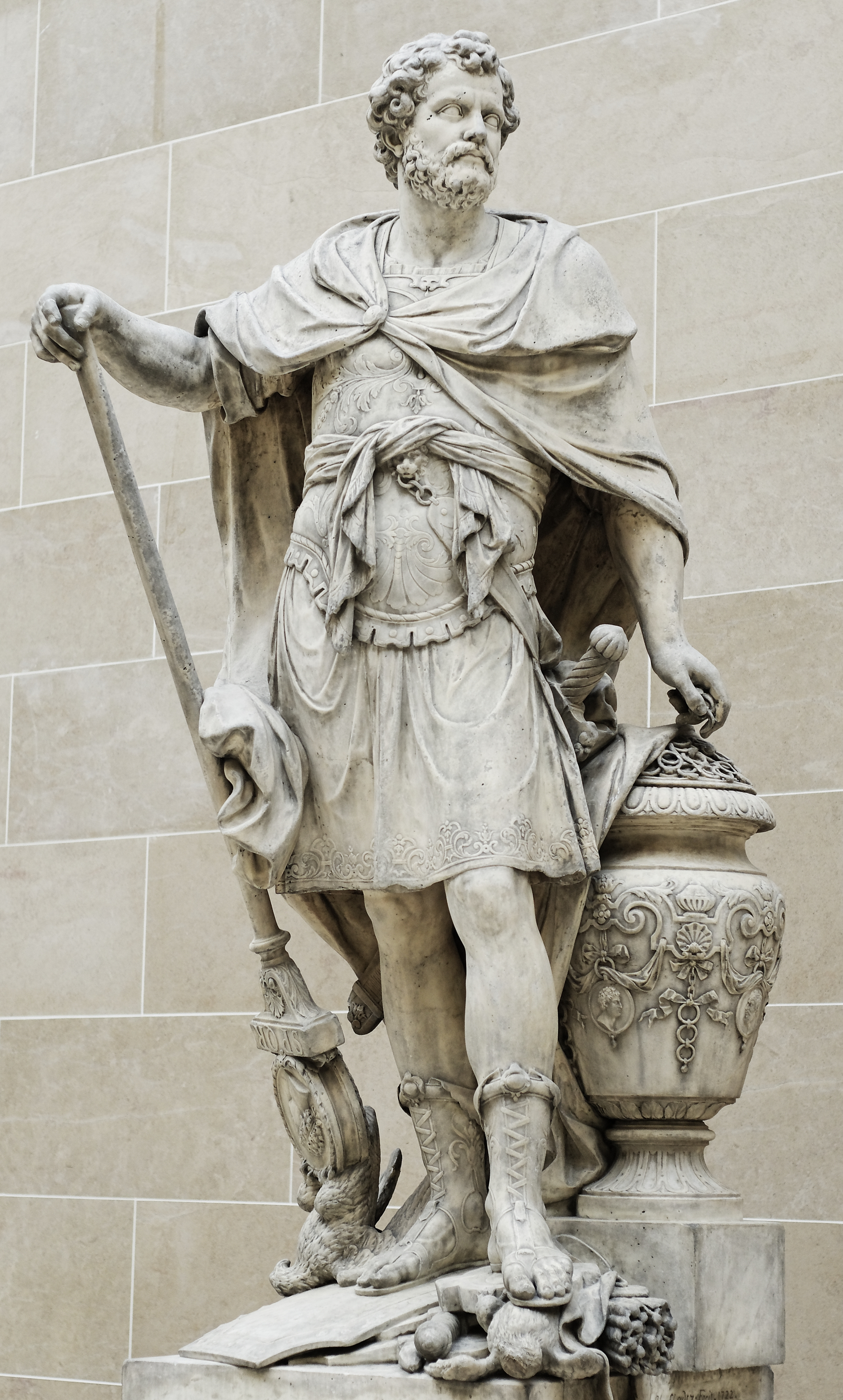
Hannibal é um dos homens que lutou na batalha

Os romanos, o mais poderoso e bem treinado exército da época, estavam derrotados. Eles confiaram deveras na sua superioridade numérica, só que nada foi feito para tentar isolar as manobras das unidades cartaginesas, e fizeram o que sempre haviam feito: avançaram. Isso se deveu provavelmente porque essa foi uma das maiores batalhas que os romanos participaram até então com comandantes inexperientes.
Em Canas, os romanos não tinham tática alguma e simplesmente agiram com força bruta contra um oponente ágil e inteligente. O resultado para os romanos não poderia ter sido pior. Emílio Paulo, ferido no início da batalha por uma bala de argila, caiu. Pelo menos mais 29 tribunos morreram, e dos milhares de romanos que sobreviveram à batalha, mas foram capturados, os que ainda estavam "saudáveis" foram devolvidos à Roma sob um alto pagamento, e os que estavam feridos foram mortalmente cortados no tendão e deixados para morrer na planície de Canas.
Aníbal, querendo conquistar aliados, manda libertar os outros italianos caso estes prometessem não voltar à guerra do lado romano. Ele dizia que a sua guerra não era contra etruscos, brútios e gregos, mas contra Roma. Varrão sobrevive à batalha e foge para Canúsio (atual Canosa di Puglia) e manda avisar ao senado romano que fechem as portas da cidade, pois Roma estava indefesa.
Segundo alguns, foi nesse momento que Aníbal perdeu a chance de concluir o seu intento e derrotar Roma definitivamente. Tal erro acabaria por selar a sua derrota no fim da guerra. Maárbal, o seu comandante da cavalaria, aconselhou-o a marchar diretamente contra Roma logo após a batalha, mas ele recusou. Maárbal replicou-lhe: "Seguramente, nenhum homem é abençoado com todos os dons de Baal. Você, Aníbal, sabe como ganhar uma vitória, mas não sabe como usá-la." (em latim: "Vincere scis, Hannibal; victoria uti nescis"). Depois da derrota, Roma começou um recrutamento em massa e mobilização geral, chegando a banir a palavra "paz" dentro dos seus territórios. Por fim, o senado romano colocou novamente as suas legiões sob o comando de Quinto Fábio Máximo e passou a evitar grandes batalhas contra Aníbal até o fim da guerra. Essa derrota serviu para mostrar aos romanos que eles precisavam mudar as suas estratégias e que precisavam de generais com mais inteligência e imaginação. Daí surgiram generais como Cipião, o Africano, que esteve presente nas batalhas em Tecino (onde assistiu a derrota do seu pai e resgatou-o no campo, ferido após a batalha) e em Canas, levando a guerra às portas de Cartago e derrotando Aníbal no confronto final, a Batalha de Zama.

## Análise
Aníbal tinha uma vantagem natural sobre os seus adversários, pois os comandantes romanos não tinham a experiência que Aníbal já havia adquirido noutras batalhas. Pode-se analisar aqui as ações de Aníbal sob uma visão de princípios estratégicos:
- Massa: Concentrou poder de combate no lugar e tempo decisivos. Utilizou a sua vantagem numérica sobre a cavalaria romana no seu flanco esquerdo. Usou a sua infantaria pesada e a sua cavalaria leve apenas no momento oportuno;
- Objetivo: Dirigir toda a operação militar para um objetivo claramente definido, decisivo e atingível. Ele certamente estava muito mais comprometido com os seus objetivos do que os cônsules romanos.
- Ofensiva: Agarrou, reteve e explorou a iniciativa, não dando chance aos romanos;
- Surpresa: Golpeou o inimigo em um lugar de cada vez ou até certo ponto para qual ele estava desprevenido;
- Economia de força: Alocou poder de combate essencial mínimo a esforços secundários. Manteve as suas principais tropas descansadas um pouco fora da batalha principal, fazendo com que os romanos corressem atrás de uma miragem, que era vencer a linha do centro, que, por ser menos densa, facilmente foi cedendo terreno de forma ordenada, e também a sua cavalaria ligeira foi mantida em espera até o momento certo;
- Manobra: Colocou o inimigo numa posição de desvantagem pela aplicação flexível de poder de combate. Deixou que a sua cavalaria do flanco esquerdo fosse superior à cavalaria romana, o que não era esperado pelos romanos, e fazendo um centro mais fraco, coisa também incomum para a época;
- Unidade de comando: Para todos os objetivos, assegurou unidade de esforço debaixo de um chefe responsável;
- Segurança: Nunca permitiu ao inimigo adquirir uma vantagem inesperada; manteve-se atento a todos os detalhes para evitar surpresas;
- Simplicidade: Preparou um plano claro, descomplicado, deu ordens concisas para assegurar compreensão completa. O seu plano foi simples. Não precisava ser um gênio militar para entendê-lo, mas foi preciso de um gênio para concebê-lo;
- Explorar os sucessos obtidos: Tão importante quanto vencer é explorar essa vitória, para que não fique restrita apenas ao momento, pois, se esse momento for perdido, tudo pode inverter-se.